# Andrzej Werner (pływak)
Andrzej Werner (ur. 1 kwietnia 1940 w Niewiadowie, zm. 6 czerwca 2014) – polski pływak i trener pływacki, ośmiokrotny rekordzista Polski oraz dziewięciokrotny mistrz Polski seniorów w stylu grzbietowym i w sztafecie.

## Życiorys
Karierę sportową rozpoczął w Juvenii Wrocław, w barwach tego klubu zdobył w 1957 swój pierwszy medal mistrzostw Polski seniorów - brązowy w wyścigu na 100 m st. grzbietowym, a w 1958 także złoto na 100 m i brąz na 200 m st. grzbietowym. Od 1959 reprezentował sekcję pływacką WKS Śląsk Wrocław. Dla tego klubu wywalczył osiem złotych medali mistrzostw Polski, w tym pięć razy na 200 m st. grzbietowym (1959, 1960, 1961, 1962, 1963), raz na 100 m st. grzbietowym (1961), raz w sztafecie 4 x 100 m st. zmiennym (1963), raz w sztafecie 4 x 200 m st. dowolnym (1963). Ponadto sześciokrotnie sięgnął po srebrny medal MP, w tym trzy razy na 100 m st. grzbietowym (1959, 1960, 1962), po jednym razie na 400 m st. zmiennym (1963), 200 m st. grzbietowym (1965), 400 m st. zmiennym (1965)), a raz wywalczył brązowy medal MP - w sztafecie 4 x 100 m st. zmiennym (1965). W 1962 wystąpił na mistrzostwach Europy, odpadając w eliminacyjnym wyścigu na 200 m st. grzbietowym
W latach 1959–1963 ośmiokrotnie z rzędu bił rekord Polski na 200 m st. grzbietowym (od 2.26.5 (13 lipca 1959 w Paryżu) do 2.23.5 (11 sierpnia 1963 w Warszawie)).
W 1968 ukończył studia trenerskie w Wyższej Szkole Wychowania Fizycznego we Wrocławiu, w latach 1969-1978 i 1988-2000 pracował jako trener i trener-koordynator w Śląsku Wrocław. Wśród jego zawodników był m.in. Piotr Albiński. Przez 18 lat był również pracownikiem dydaktycznym Akademii Wychowania Fizycznego we Wrocławiu. 
Zmarł 6 czerwca 2014 r., został pochowany 11 czerwca na Cmentarzu Grabiszyńskim.

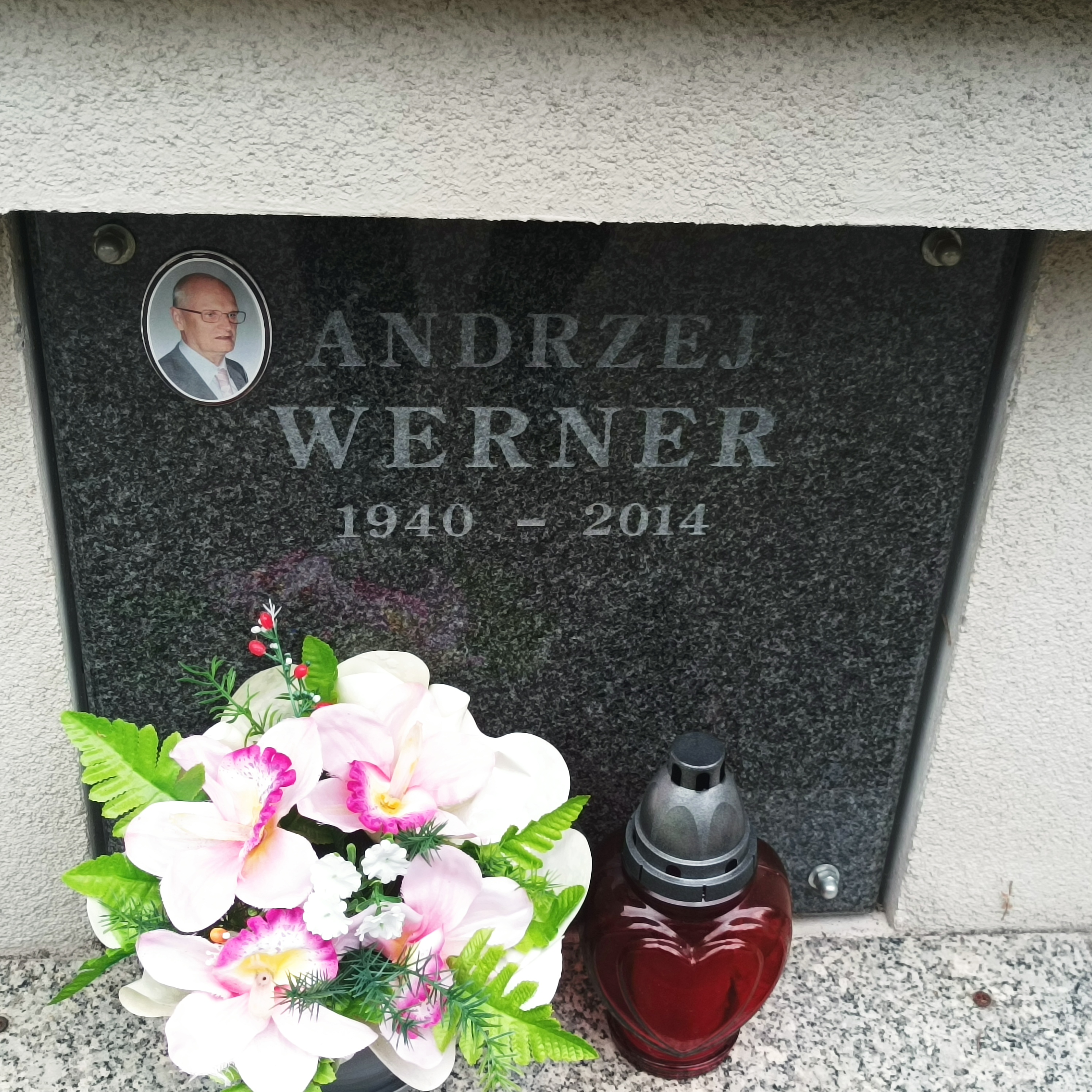
Grób Andrzeja Wernera na Cmentarzu Grabiszyńskim